# ویوسا عثمانی
ویوسا عثمانی (انگلیسی: Vjosa Osmani؛ زادهٔ ۱۷ مهٔ ۱۹۸۲) حقوق‌دان و سیاستمدار کوزوویی است که از ۴ آوریل ۲۰۲۱ به عنوان پنجمین رئیس‌جمهور کوزوو در این پست خدمت می‌کند. او پیش از این از نوامبر ۲۰۲۰ تا مارس ۲۰۲۱ به عنوان جانشین رئیس‌جمهور در این سمت قرار گرفت و از فوریه ۲۰۲۰ تا مارس ۲۰۲۱ سخنگوی مجلس کوزوو بود.

## دوران جوانی و تحصیلات
ویوسا عثمانی در ۱۷ مه ۱۹۸۲ در میترویتسا که بخشی از جمهوری سوسیالیست فدرال یوگسلاوی بود به دنیا آمد. وی که چهار خواهر و برادر دارد تحصیلات ابتدایی و متوسطه‌اش را در زادگاه خود به پایان رساند. جنگ کوزوو در هنگام نوجوانی او اتفاق افتاد و او به‌وضوح خاطراتی از آن دوران دارد که پس از حمله به خانه‌اش در میترویتسا، سربازی به زور لوله تفنگ کلاشینکف را در دهان او گذاشت.
عثمانی لیسانس حقوق خود را از دانشگاه پریستینا در کوزوو گرفت. وی تحصیلات عالی خود را در دانشکده حقوق دانشگاه پیتسبورگ ادامه داد و در سال ۲۰۰۵ موفق به اخذ مدرک کارشناسی ارشد در رشته حقوق و در سال ۲۰۱۵ موفق به اخذ درجه دکترا در رشته علوم حقوقی شد و (پایان‌نامه) یا رساله دکترای خود را به کاربرد کنوانسیون سازمان ملل در زمینه قراردادهای فروش بین‌المللی کالا (CISG) در کوزوو اختصاص داد زیرا وضعیت حقوقی کوزوو از سال ۱۹۸۸ تاکنون، زمانی که برای اولین بار CISG به اجرا درآمد، تکامل یافته‌است.

## فعالیت حرفه‌ای

### آکادمیک
عثمانی دستیار استاد حقوق در دانشگاه پریستینا، همچنین استاد مؤسسه تکنولوژی راچستر در کوزوو و استاد میهمان در دانشگاه پیتسبورگ بوده‌است.

### فعالیت سیاسی

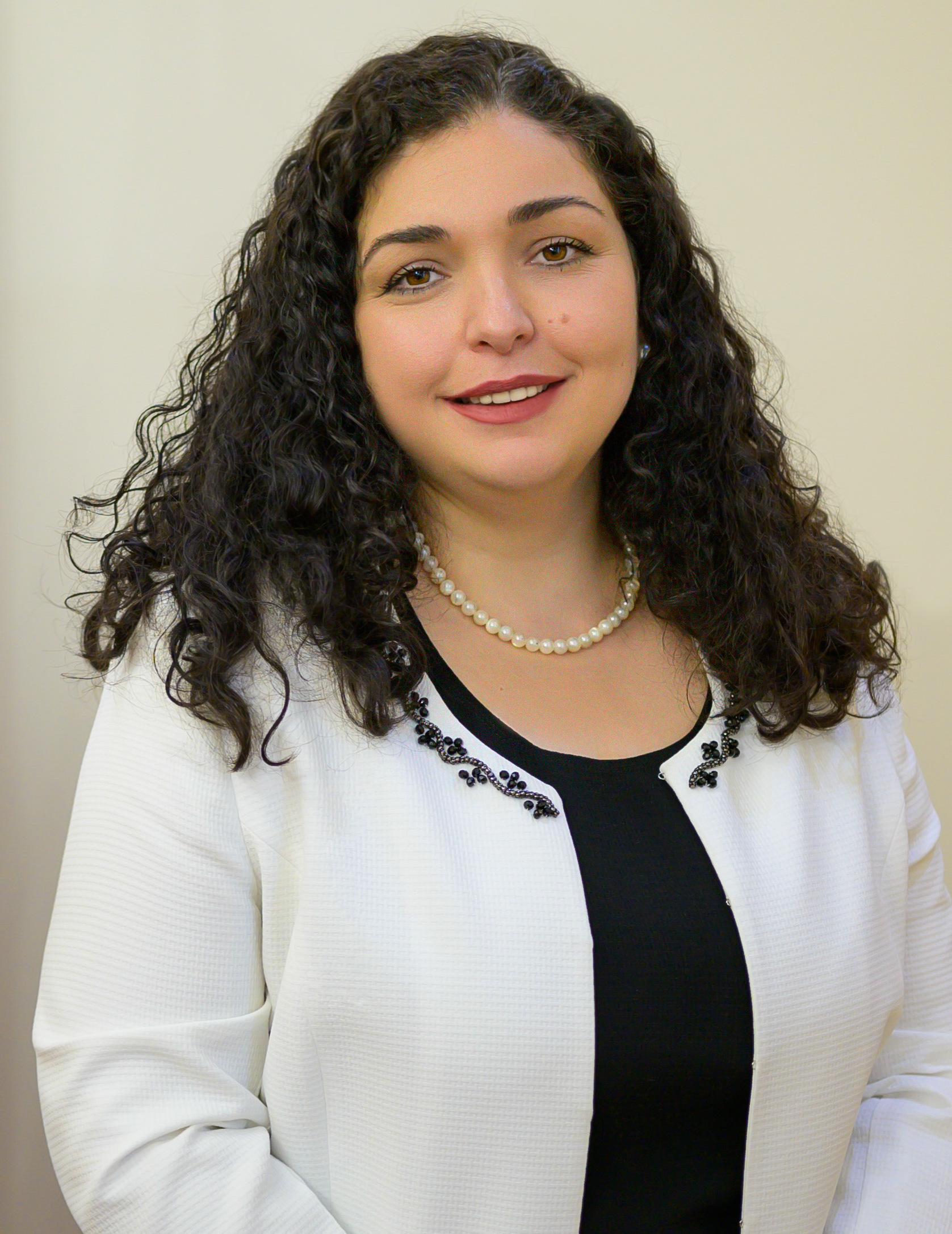

عثمانی در ۲۰۱۹ در دیدار عیسی مصطفی نخست‌وزیر پیشین و مارک گرین مدیر آژانس توسعه بین‌المللی ایالات متحده دیدار کرد.
وی فعالیت سیاسی خود را از نوجوانی آغاز کرد و یکی از فعالان حزب راست میانه حزب دموکراتیک کوزوو بود و در ۲۷ اوت ۲۰۰۹ به عنوان رئیس ستاد رئیس‌جمهور فاتمیر سیدیو انتخاب شد. عثمانی همچنین به عنوان مشاور حقوق رئیس‌جمهور وقت خدمت کرد. وی سه دوره عضو مجمع ملی کوزوو بود و یک بار با به عنوان یک سیاستمدار زن بالاترین آرای تاریخ پارلمان کوزوو را به خود اختصاص داد.
عثمانی در ۲۱ آوریل ۲۰۲۱ با رای پارلمان کوزوو به عنوان رئیس‌جمهور برگزیده شد. سادریو عثمانی در سومین دور رای‌گیری پارلمان ۱۱۳ عضوی با کسب ۷۱ رای رئیس‌جمهور کوزوو شد.
در این رای‌گیری ۱۱ رای باطل اعلام شد و ۲ حزب اپوزیسیون و یک حزب اقلیت صرب رای‌گیری پارلمان را بایکوت کردند.
عثمانی سادریو که پیشتر رئیس پارلمان بود، ۳۸ سال سن دارد و دومین زنی است که پس از جنگ‌های بالکان، رهبر کوزوو می‌شود.
وی در ماه نوامبر پس از استعفای هاشم تاچی به‌عنوان رئیس‌جمهوری موقت فعالیت خود را شروع کرد.
عثمانی سادریو در مقام رئیس‌جمهوری، جایگاهی تشریفاتی دارد اما نقشی اساسی در تعیین سیاست خارجی خواهد داشت و فرمانده نیروهای مسلح به‌شمار می‌آید.
وی وعده داده‌است که از سرگیری مذاکرات عادی سازی روابط با صربستان را در دستور کار خود قرار دهد اما آلبین کورتی نخست‌وزیر کوزوو گفته‌است که چنین برنامه ای در دستور کار دولت وی قرار ندارد.
ناتو در سال ۱۹۹۹ برای مقابله با سرکوب خونین اسلوبودان میلوسوویچ در کوزوو مداخله نظامی کرد. سرانجام کوزوو در سال ۲۰۰۸ استقلال خود را اعلام کرد.